# نتاواکا (کانزاس)
نتاواکا (به انگلیسی: Netawaka) شهری در ایالت کانزاس کشور ایالات متحده آمریکا است که جمعیت آن در سرشماری سال ۲۰۱۰ میلادی، ۱۴۳ نفر بوده‌است.